# Palais de la Régence

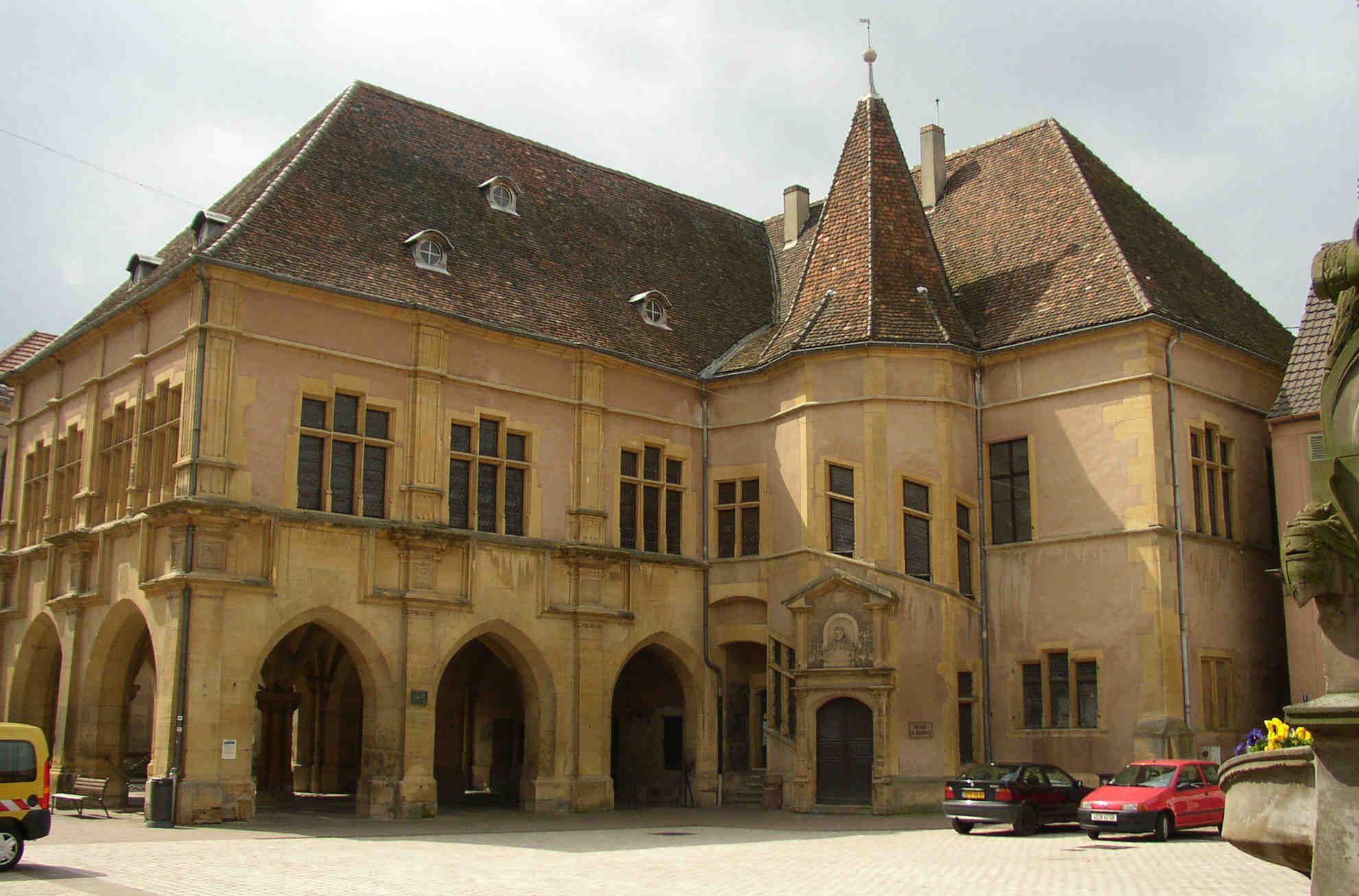
Gevel van de binnenkoer

Het Palais de la Régence is een 16e-eeuws gebouw aan de place de l'Église in Ensisheim in het Franse departement Haut-Rhin. Het werd beschermd als historisch monument in 1898. Het gebouw is een voorbeeld van de Elzasser renaissancestijl die elementen uit de Duitse hooggotiek en de Franse renaissance combineert.
Het stadspaleis werd gebouwd tussen 1535 en 1545 als administratieve zetel van het bestuur van Opper-Elzas en van Voor-Oostenrijk. In 1648 werd de streek onderdeel van Frankrijk en verloor het gebouw zijn oorspronkelijke functie. In 1701 schonk koning Lodewijk XIV van Frankrijk het aan de gemeente en werd het stadhuis van Ensisheim en dit tot 1958. Tussen 2017 en 2019 werd het interieur gerestaureerd.

## Museum
In het gebouw is het Musée de la Régence gevestigd. Dit museum heeft een collectie van archeologische vondsten en oude voorwerpen, curiosa waaronder de meteoriet van Ensisheim (de oudste meteoriet in Europa waarvan de impact gedocumenteerd is), en een tentoonstelling over de mijnbouw naar potas in Ensisheim in de 20e eeuw.

## Galerij

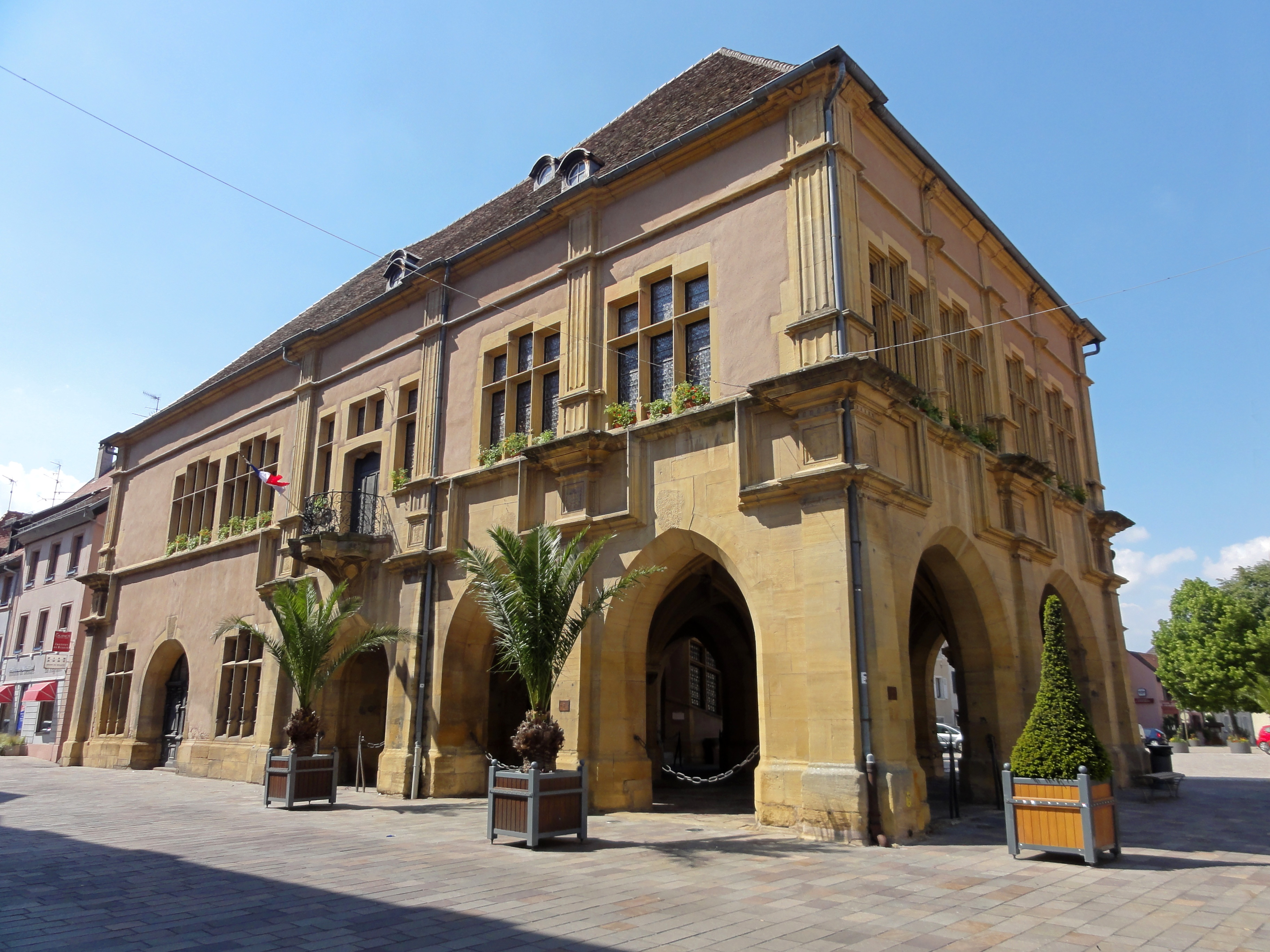
Straatgevel
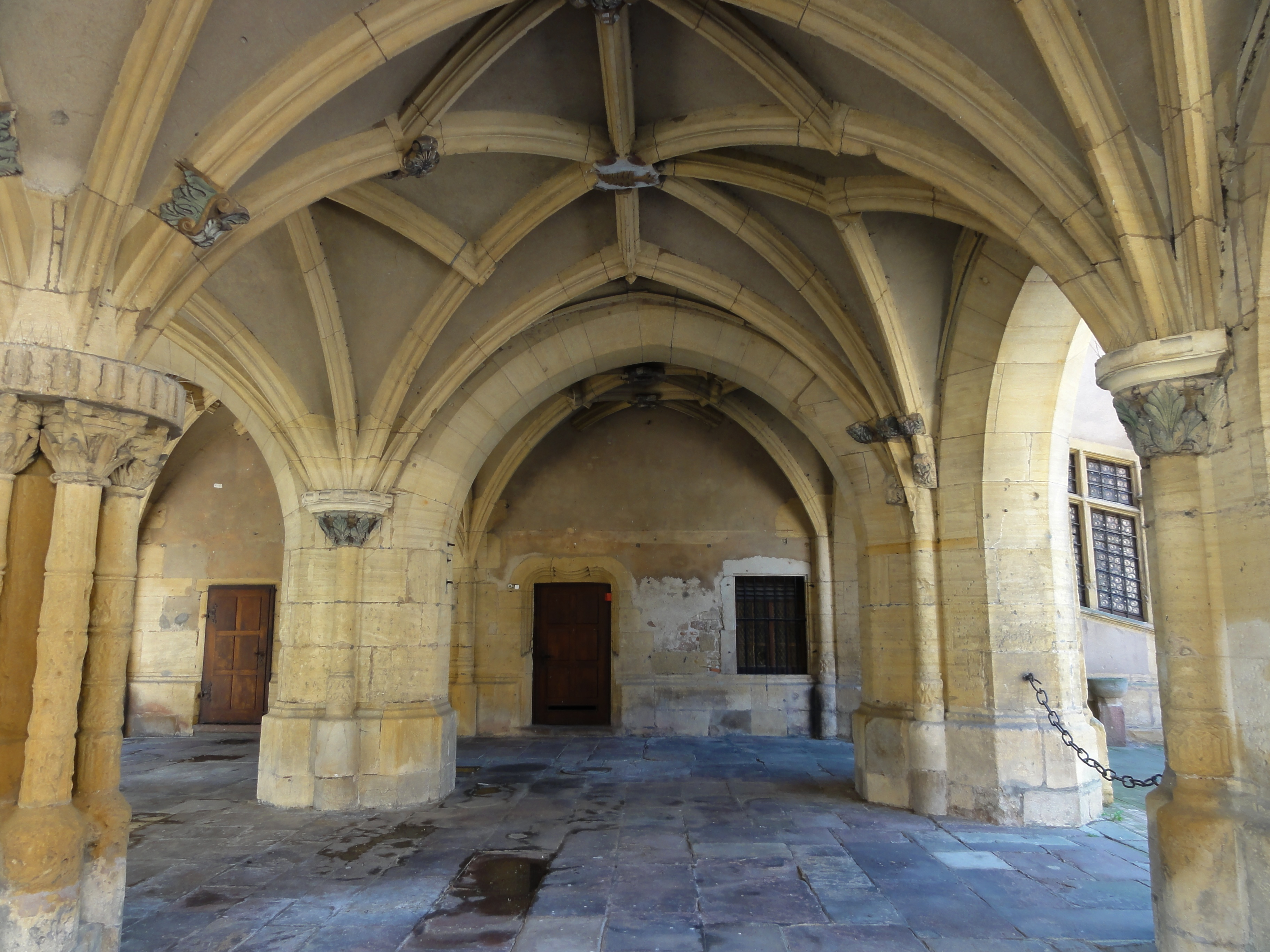
Arcade
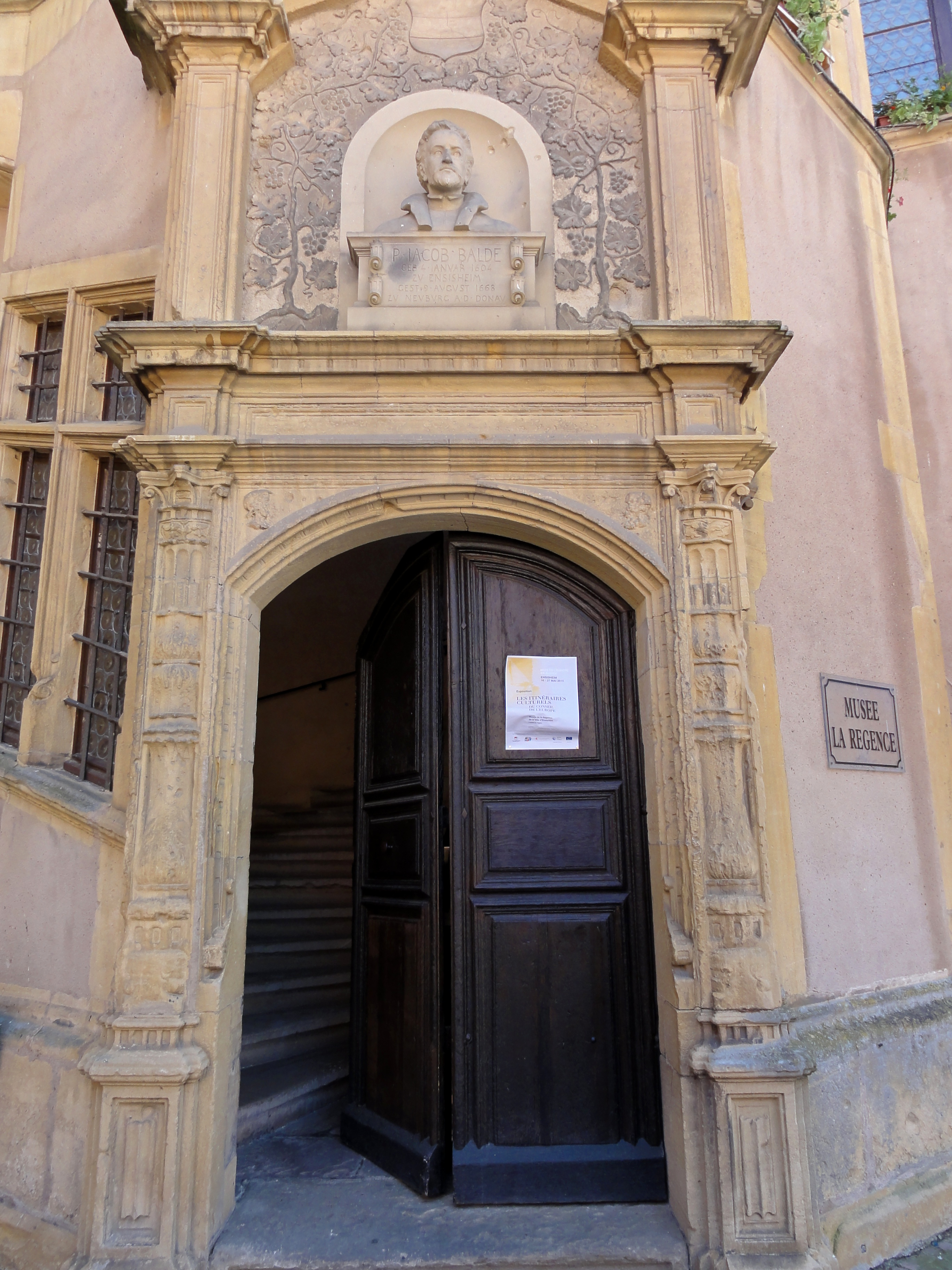
Toegangsdeur tot het museum
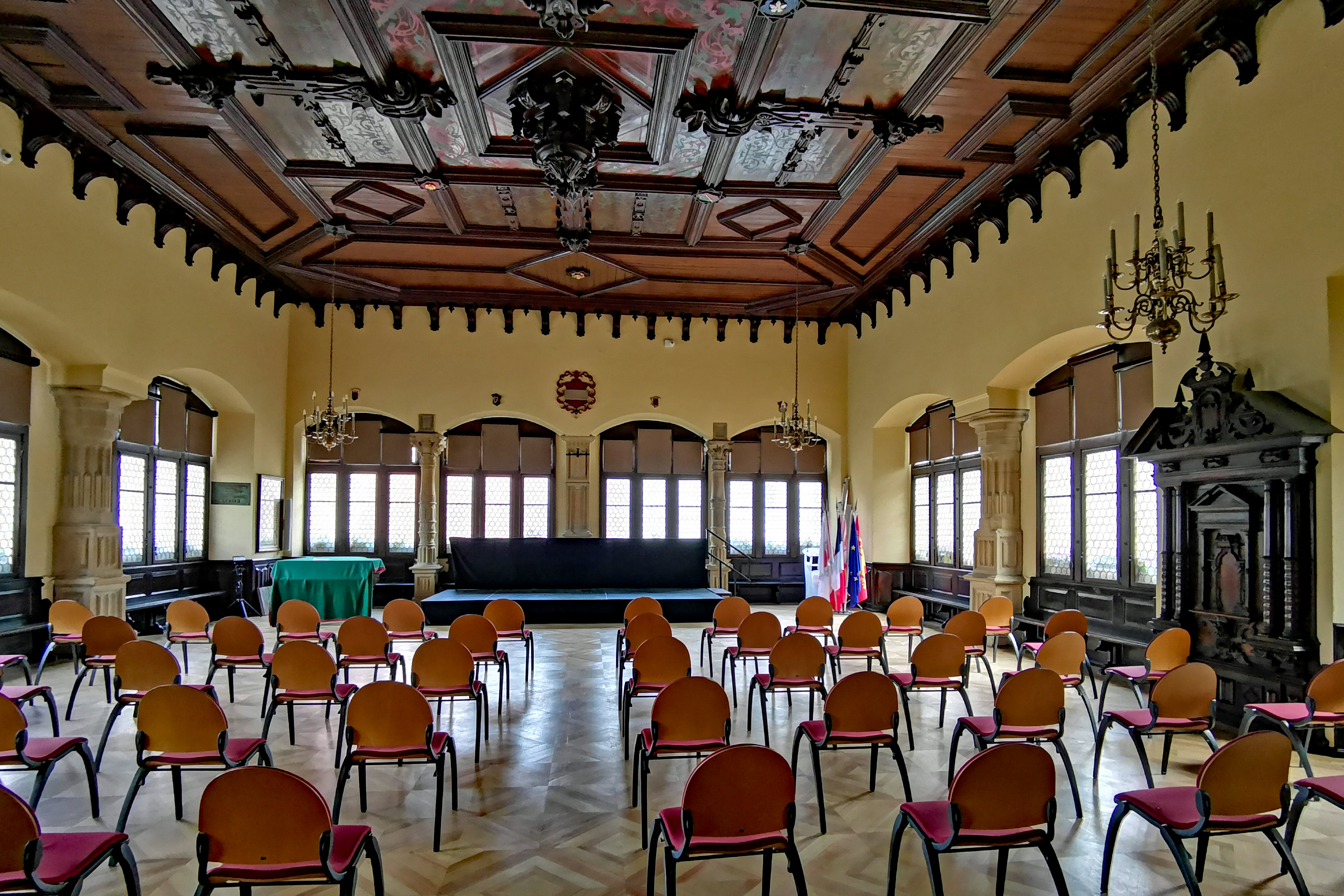
Grote zaal
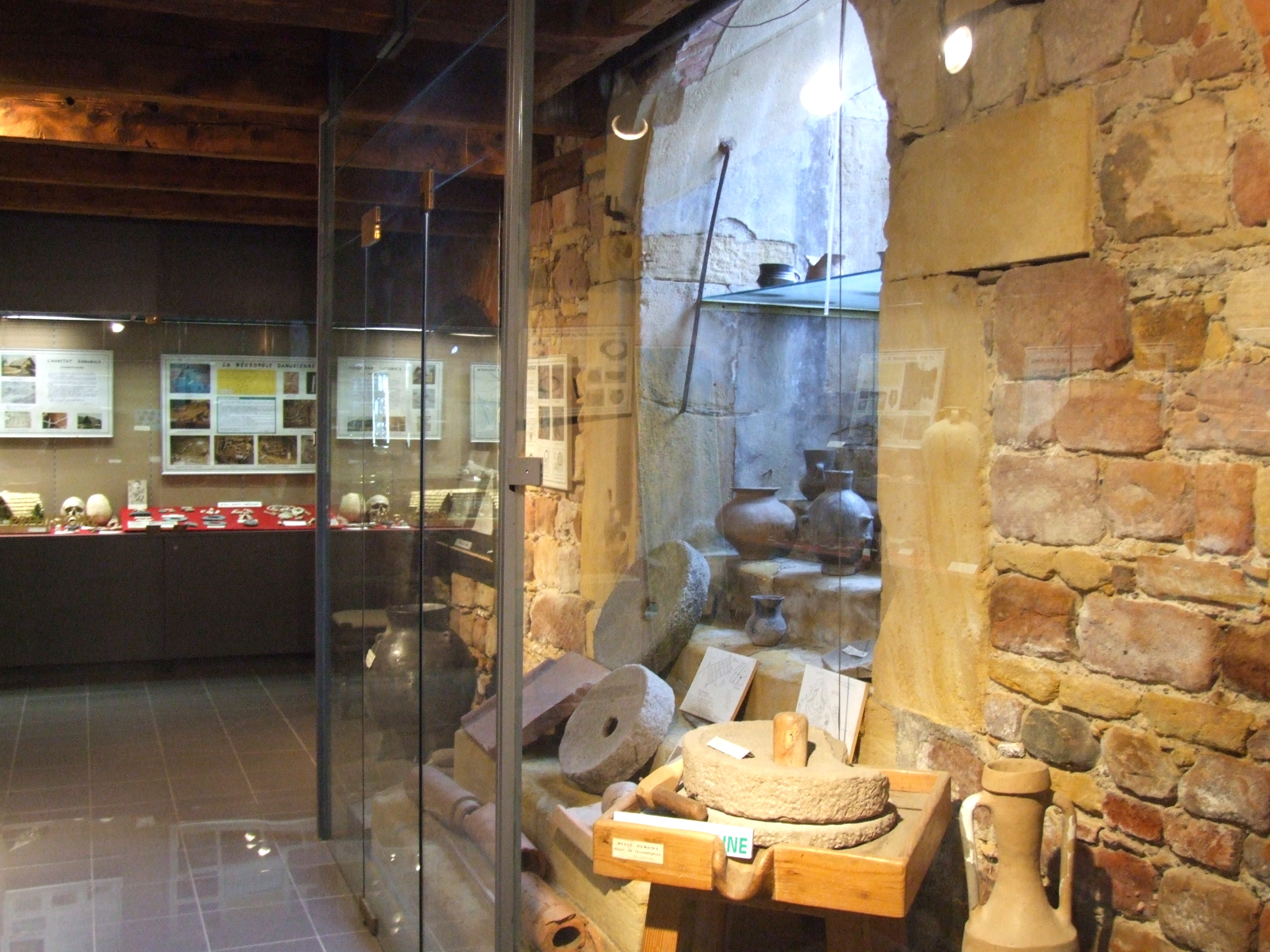
Archeologische collectie
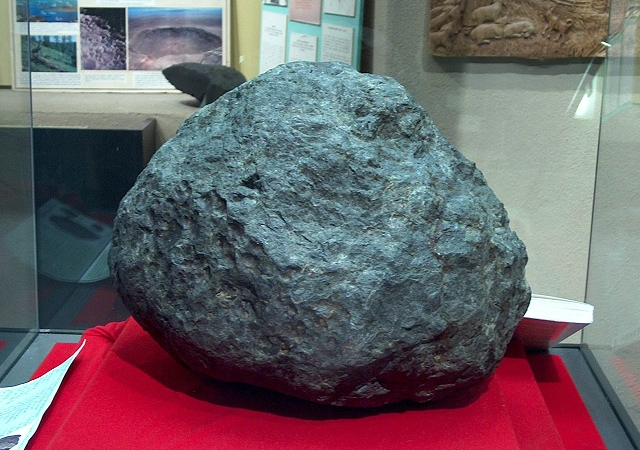
Meteoriet van Ensisheim